# Kyle Lucas
Kyle Lucas (* 1986 in Marietta, Georgia) ist ein US-amerikanischer Rapper.

## Leben
Lucas wurde in Marietta, Georgia geboren. Er ist Fan von Outkast, Boyz II Men aber auch von Gym Class Heroes, Fall Out Boy und Coheed and Cambria. Letztere bezeichnete er in einem Interview als Lieblingsgruppe. Bereits in der dritten Klasse fasste Lucas den Entschluss Rapper werden zu wollen. Im Alter von 15 Jahren funktionierte er sein Zimmer in ein kleines Aufnahmestudio um und brachte sich den Umgang mit den Aufnahmeprogrammen selbst bei.
Er ist privat unter anderem mit Jonny Craig befreundet, welcher bereits mehrfach mit Lucas zusammen arbeitete.

## Karriere
Im Alter von 22 Jahren spielte Lucas in der Hip-Hop-Band Vonnegutt, welche in ihrer Musik auch Einflüsse aus der Pop- und Rockmusik einfließen ließen. Nach einer veröffentlichten Demo, welche durch Zufall in die Hände des ehemaligen Outkast-Musikers Big Boi gelangte, wurde die Gruppe von seinem Label Purple Ribbon Records unter Vertrag genommen. Mit der Gruppe veröffentlichte er eine EP und ein Mixtape. Zudem spielte die Gruppe im Jahr 2010 auf dem SXSW in Austin, Texas. Zwei Jahre später sollte er als Solo-Künstler erneut auf dem Musikfestival spielen. Auch war die Band zusammen mit Big Boi in der Late Show with David Letterman zu sehen, wo sie gemeinsam das Stück Follow Us präsentierten.
Bisher veröffentlichte Kyle Lucas als Solo-Künstler mehrere Mixtapes, sowie ein Kollaborations-Album mit Jonny Craig und Captain Midnite, sowie ein vollwertiges Studioalbum. Während das Kollabo-Album unter dem Titel The Blueprint for Going in Circles über Artery Recordings erschien, veröffentlichte er sein Debütalbum Marietta, Georgia: The Album in Eigenregie zunächst auf digitaler und etwas später physischer Ebene als Musik-CD.
Kyle Lucas war bereits mehrfach Gastsänger in Liedern der US-amerikanischen Rockband Slaves, welche von Craig angeführt wird, zu hören. Diese Stücke heißen The King and the Army That Stand Behind Him aus dem Debütalbum Through Art We Are All Equals und Share the Sunshine Young Bloot Pt. II aus dem 2015 veröffentlichten Nachfolger Routine Breathing.
Am 12. September 2015 startete Kyle Lucas im Vorprogramm von Jonny Craig eine Konzertreise auf nationaler Ebene, welche außerdem von Travis Garland begleitet wurde. Die Tournee endete nach 32 Auftritten am 18. Oktober 2015 in El Paso, Texas. Bereits im Januar und Februar des gleichen Jahres tourten Lucas und Craig gemeinsam im Rahmen der The Blueprint for Going in Circles Tour durch die Staaten. Auch begleitete er Craig auf seiner Tournee durch Australien, welche im Mai 2014 stattfand.

## Musikalische Einflüsse
Als musikalische Einflüsse nannte Lucas in mehreren Interviews Künstler wie Outkast, Boyz II Men, aber auch Claudio Sanchez von Coheed and Cambria und Vic Fuentes von Pierce the Veil. Lucas wird ein ähnlicher Rapstil wie Macklemore attestiert, allerdings ohne an dessen Talent herankommen zu können.

## Diskografie

### Vonnegutt
- 2010: The Appetizer EP (Purple Ribbon Records)

### Als Solo-Künstler
- 2010: It's Always Sunny in Marietta (Mixtape)
- 2014: Fear and Loathing in Marietta (EP, Eigenproduktion)
- 2015: The Blueprint for Going in Circles (Artery Recordings, Kollaborations-Album mit Jonny Craig und Captain Midnite)
- 2015: Marietta, Georgia: The Album (Eigenproduktion)
- 2017: Almost Famous, Almost Broke (EP, Eigenproduktion)

### Als Gastsänger
- 2014: Im Stück The King and the Army That Stand Behind Him von Slaves (Through Art We Are All Equals)
- 2015: Im Stück Share the Sunshine Young Blood Pt. II von Slaves (Routine Breathing)